# Rudolf Hansen (Musiker)
Rudolf Hansen (* 28. Mai 1924 in Wien; † 11. September 2004) war ein österreichischer Jazzmusiker (Kontrabass) und Hochschullehrer.

## Leben und Wirken
Hansen machte zunächst eine Lehre als Feinmechaniker; nach dem Kriegsdienst im Zweiten Weltkrieg begann er seine Musikerlaufbahn zunächst als Gitarrist in einem Club für Angehörige der US-Army in Linz; bald darauf wechselte er zum Kontrabass. Ab 1950 gehörte er zum Tanzorchester von Horst Winter, dann zum Orchester von Johannes Fehring. Ab 1954 war er gemeinsam mit den Saxophonisten Hans Salomon und Karl Drewo, Pianist Joe Zawinul und Schlagzeuger Viktor Plasil als Mitglied der Austrian Allstars, die auch im Down Beat Aufmerksamkeit fanden, Wegbereiter des Cool Jazz in Österreich. In den 1960er Jahren war er als Musiker im Theater an der Wien tätig; weiterhin kam es zur Zusammenarbeit mit namhaften Musikern der österreichischen Jazzszene und zu Aufnahmen mit Claudius Alzner, Toni Stricker und dem Sextett von Erich Kleinschuster, mit dem er auch am Montreux Jazz Festival 1971 teilnahm. In den siebziger Jahren wurde er als Hochschullehrer in die Jazzabteilung des Konservatoriums der Stadt Wien berufen, die er dann leitete. Zeitweilig war er Mitglied der Barrelhouse Jazzband Wien.